# Phenacomys ungava
Phenacomys ungava är en däggdjursart som beskrevs av Clinton Hart Merriam 1889. Phenacomys ungava ingår i släktet Phenacomys och familjen hamsterartade gnagare. Inga underarter finns listade i Catalogue of Life. Artepitetet i det vetenskapliga namnet syftar på Ungavabukten där typexemplaret fångades.

## Utbredning
Denna gnagare förekommer i nästan hela Kanada med undantag av områden med permafrost. Den lever i den boreala zonen med barrskog eller tundra. Arten saknas även väster om Klippiga bergen, på Newfoundland, i New Brunswick och i Nova Scotia. Vanligen finns en undervegetation av buskar eller glest fördelade buskar i öppna landskap.

## Utseende
Arten blir 8,8 till 11,2 cm lång (huvud och bål), har en 2,3 till 4,0 cm lång svans och väger 15 till 47 g. Bakfötterna är 1,7 till 2,0 cm långa och öronen är 1,2 till 1,4 cm stora. Den tjocka och täta pälsen på ovansidan är mörkbrun med hår som har gul eller rosa inslag vad som ger ett spräckligt utseende. I ansiktet är andelen av färg som gul, kanelbrun eller röd synlig intensivare. Öronen är främst täckta av mjuka hår och på de yttersta kanterna förekommer styva orange hår. Undersidan bär oftast ljusgrå päls. Hos de flesta exemplar är svansens ovansida mörkare än undersidan. Liksom hos den andra arten i samma släkte men i motsats till de flesta andra sorkar har vuxna exemplar molarer med rötter. Phenacomys ungava har en diploid kromosomuppsättning med 56 kromosomer (2n = 56). Hos honor förekommer fyra spenar vid bröstet och fyra spenar vid ljumsken.

## Ekologi
Individerna vilar i naturliga håligheter bland trädens rötter, under träbitar eller under klippor. De letar främst på natten eller under skymningen efter föda. Arten håller ingen vinterdvala. Phenacomys ungava äter växtdelar som bär, blad, kvistar, bark och rötter. Den skapar liksom ekorren gömmor för tider med matbrist. Honor kan ha en eller två kullar per år och ungar av honkön som föds tidig under året har bara i undantagsfall en egen kull under samma år. Efter dräktigheten som varar 19 till 24 dagar föds 2 till 8 ungar per kull (vanligen 4 eller 5). Livslängden är i vanligt fall fyra år.
Beståndets storlek varierar inte periodisk men det kan förekomma år med särskild många eller få exemplar.

## Hot
För beståndet är inga hot kända och Phenacomys ungava hittas i flera skyddszoner.  IUCN kategoriserar arten globalt som livskraftig.